# Böhen
Böhen település Németországban, azon belül Bajorországban. Lakosainak száma 790 fő (2023. december 31.).

## Népesség
A település népessége az elmúlt években az alábbi módon változott:
| Lakosok száma | 730  | 1151 | 839  | 749  | 729  | 728  | 768  | 770  | 800  | 790  |
|               | 1875 | 1950 | 1970 | 2011 | 2013 | 2014 | 2016 | 2019 | 2021 | 2023 |